# Billboard Music Awards 2015
Die Billboard Music Awards 2015 wurden am 17. Mai 2015 in der MGM Grand Garden Arena in Paradise, Nevada vergeben. Die Veranstaltung wurde live auf ABC übertragen. Moderatoren waren Ludacris und Chrissy Teigen.
Taylor Swift gewann 8 von ihren 14 Nominierungen, darunter Top Artist, Top Female Artist und Top Billboard 200 Album für ihr Album 1989. Sam Smith, Iggy Azalea und Pharrell Williams gewannen je drei und Meghan Trainor, One Direction, Jason Aldean, John Legend, Enrique Iglesias und Hozier je zwei Kategorien.
Swift stellte zu Beginn der Show ihre neue Single und das dazugehörige Musikvideo Bad Blood vor. Mariah Carey trat das erste Mal seit 1998 auf einer Böhne von Billboard auf.

## Liveauftritte
| Künstler                                     | Lieder                            | Angekündigt von                                                                      |
| -------------------------------------------- | --------------------------------- | ------------------------------------------------------------------------------------ |
| Van Halen                                    | Panama                            | Taylor Swift, Ellen Pompeo, Lily Aldridge, Hailee Steinfeld, Zendaya und Martha Hunt |
| Fall Out Boy Wiz Khalifa                     | Uma Thurman                       | Chrissy Teigen                                                                       |
| Nick Jonas                                   | Jealous                           | Britt Nilsson und Kaitlyn Bristowe                                                   |
| Meghan Trainor John Legend                   | Like I’m Gonna Lose You           | Chrissy Teigen                                                                       |
| Mariah Carey                                 | Vision of Love Infinity           | Idina Menzel                                                                         |
| Wiz Khalifa Charlie Puth Lindsey Stirling    | See You Again                     | Ludacris and Tyrese Gibson                                                           |
| Jussie Smollett Bryshere 'Yazz' Gray Estelle | Conqueror You’re So Beautiful     | Taraji P. Henson                                                                     |
| Hozier                                       | Take Me to Church                 | Chrissy Teigen                                                                       |
| Little Big Town Faith Hill                   | Girl Crush                        | Florida Georgia Line                                                                 |
| Pitbull Chris Brown                          | Fun                               | Jennifer Lopez                                                                       |
| Ed Sheeran                                   | Bloodstream                       | Zendaya                                                                              |
| Britney Spears Iggy Azalea                   | Pretty Girls                      | Ludacris                                                                             |
| Nicki Minaj David Guetta                     | The Night Is Still Young Hey Mama | Fifth Harmony                                                                        |
| Tori Kelly                                   | Nobody Love                       | Ludacris                                                                             |
| Simple Minds                                 | Don’t You (Forget About Me)       | Molly Ringwald                                                                       |
| Kelly Clarkson                               | Invincible                        | Pentatonix                                                                           |
| Imagine Dragons                              | Stand by Me                       | John Legend                                                                          |
| Kanye West                                   | All Day Black Skinhead            | Kendall Jenner und Kylie Jenner                                                      |

## Präsentatoren
- Lily Aldridge & Charli XCX – präsentierten Top Duo/Group
- Laverne Cox & Tracee Ellis Ross – präsentierten Top Billboard 200 Album
- Danica McKellar – präsentierte Top Rap Song
- Celine Dion – präsentierten Top Male Artist
- One Direction – präsentierten Top Radio Song
- Ellen Pompeo – präsentierten Top Female Artist
- Kira Kazantsev & Pete Wentz – präsentierten Top Touring Artist
- 50 Cent & Rita Ora – präsentierten Top Hot 100 Song
- Prince Royce – präsentierte Billboard Chart Achievement Award
- Brett Eldredge & Hailee Steinfeld – präsentierten Top Country Artist
- Kevin Connolly, Kevin Dillon, Jerry Ferrara und Adrian Grenier – präsentierten Top Artist Award

## Sieger und Nominierte
Gewinner stehen als erstes und fett.
| Top Artist | Top New Artist |
| --- | --- |
| - Taylor Swift - Ariana Grande - One Direction - Katy Perry - Sam Smith | - Sam Smith - 5 Seconds of Summer - Iggy Azalea - Hozier - Meghan Trainor |
| Top Male Artist | Top Female Artist |
| - Sam Smith - Drake - Ed Sheeran - Justin Timberlake - Pharrell Williams | - Taylor Swift - Iggy Azalea - Ariana Grande - Katy Perry - Meghan Trainor |
| Top Duo/Group | Top Touring Artist |
| - One Direction - 5 Seconds of Summer - Florida Georgia Line - MAGIC! - Maroon 5 | - One Direction - Lady Gaga - Katy Perry - The Rolling Stones - Justin Timberlake |
| Top Billboard 200 Artist | Top Billboard 200 Album |
| - Taylor Swift - One Direction - Pentatonix - Ed Sheeran - Sam Smith | - 1989 – Taylor Swift - V – Maroon 5 - That's Christmas to Me – Pentatonix - x – Ed Sheeran - In the Lonely Hour – Sam Smith                                                                                             |
| Top Hot 100 Artist | Top Hot 100 Song |
| - Taylor Swift - Iggy Azalea - Ariana Grande - Sam Smith - Meghan Trainor | - All About That Bass – Meghan Trainor - Fancy – Iggy Azalea featuring Charli XCX - All of Me – John Legend - Stay with Me – Sam Smith - Shake It Off – Taylor Swift                                                     |
| Top Radio Songs Artist | Top Radio Song |
| - Sam Smith - John Legend - Maroon 5 - Ed Sheeran - Taylor Swift | - All of Me – John Legend - Rude – MAGIC! - Am I Wrong – Nico & Vinz - Stay with Me – Sam Smith - Happy – Pharrell Williams                                                                                              |
| Top Digital Songs Artist | Top Digital Song |
| - Taylor Swift - Iggy Azalea - Ed Sheeran - Sam Smith - Meghan Trainor | - All About That Bass – Meghan Trainor - Uptown Funk – Mark Ronson featuring Bruno Mars - Stay with Me – Sam Smith - Shake It Off – Taylor Swift - Happy – Pharrell Williams                                             |
| Top Social Artist (Fanvoting) | Top Streaming Artist |
| - Justin Bieber - Miley Cyrus - Selena Gomez - Ariana Grande - Taylor Swift | - Iggy Azalea - Ariana Grande - Nicki Minaj - Meghan Trainor - Taylor Swift |
| Top Streaming Song (Audio) | Top Streaming Song (Video) |
| - All of Me – John Legend - Fancy – Iggy Azalea featuring Charli XCX - Take Me to Church – Hozier - Habits (Stay High) – Tove Lo - Stay with Me – Sam Smith                                                     | - Shake It Off – Taylor Swift - Let It Go – Idina Menzel - Hot Boy – Bobby Shmurda - Blank Space – Taylor Swift - All About That Bass – Meghan Trainor                                                                   |
| Top Christian Artist | Top Christian Song |
| - Hillsong United - Casting Crowns - Lecrae - MercyMe - Newsboys | - Something in the Water – Carrie Underwood - He Knows My Name – Francesca Battistelli - Oceans (Where Feet May Fail) – Hillsong United - Greater – MercyMe - We Believe – Newsboys                                      |
| Top Christian Album | Top Country Artist |
| - Anomaly – Lecrae - Thrive – Casting Crowns - Welcome to the New – MercyMe - Rivers in the Wasteland – NEEDTOBREATHE - Love Ran Red – Chris Tomlin                                                             | - Florida Georgia Line - Jason Aldean - Luke Bryan - Brantley Gilbert - Blake Shelton |
| Top Country Song | Top Country Album |
| - Burnin’ It Down – Jason Aldean - Play It Again – Luke Bryan - Leave the Night On – Sam Hunt - This Is How We Roll – Florida Georgia Line featuring Luke Bryan - Dirt – Florida Georgia Line                   | - Old Boots, New Dirt – Jason Aldean - Man Against Machine – Garth Brooks - Crash My Party – Luke Bryan - Just as I Am – Brantley Gilbert - Platinum – Miranda Lambert                                                   |
| Top Dance/Electronic Artist | Top Dance/Electronic Song |
| - Calvin Harris - Avicii - Clean Bandit - Disclosure - Lindsey Stirling | - Turn Down for What – DJ Snake & Lil Jon - Rather Be – Clean Bandit featuring Jess Glynne - Latch – Disclosure featuring Sam Smith - Break Free – Ariana Grande featuring Zedd - Summer – Calvin Harris                 |
| Top Dance/Electronic Album | Top Latin Artist |
| - Shatter Me – Lindsey Stirling - True – Avicii - Settle – Disclosure - Motion – Calvin Harris - Recess – Skrillex                                                                                              | - Romeo Santos - J Balvin - Juan Gabriel - Enrique Iglesias - Prince Royce |
| Top Latin Song | Top Latin Album |
| - Bailando – Enrique Iglesias featuring Descemer Bueno & Gente de Zona - 6 AM – J Balvin featuring Farruko - Eres Mía – Romeo Santos - Odio – Romeo Santos featuring Drake - Propuesta Indecente – Romeo Santos | - Sex and Love – Enrique Iglesias - Los Dúo – Juan Gabriel - Formula, Vol. 2 – Romeo Santos - Corazón – Santana - 3.0 – Marc Anthony                                                                                     |
| Top R&B Artist | Top R&B Song |
| - Pharrell Williams - Beyoncé - Chris Brown - John Legend - Trey Songz | - Happy – Pharrell Williams - Loyal – Chris Brown featuring Lil Wayne, French Montana, Too $hort & Tyga - Talk Dirty – Jason Derulo featuring 2 Chainz - Don't Tell 'Em – Jeremih featuring YG - All of Me – John Legend |
| Top R&B Album | Top Rap Artist |
| - G I R L – Pharrell Williams - Beyoncé – Beyoncé - X – Chris Brown - Xscape – Michael Jackson - Love in the Future – John Legend                                                                               | - Iggy Azalea - J. Cole - Drake - Nicki Minaj - Rae Sremmurd |
| Top Rap Song | Top Rap Album |
| - Fancy – Iggy Azalea featuring Charli XCX - Black Widow – Iggy Azalea featuring Rita Ora - I Don't F**k With You – Big Sean featuring E-40 - Anaconda – Nicki Minaj - Hot Boy – Bobby Shmurda                  | - 2014 Forest Hills Drive – J. Cole - The Marshall Mathers LP 2 – Eminem - If You’re Reading This It’s Too Late – Drake - The New Classic – Iggy Azalea - The Pinkprint – Nicki Minaj                                    |
| Top Rock Artist | Top Rock Song |
| - Hozier - Bastille - Coldplay - Fall Out Boy - Lorde | - Take Me to Church – Hozier - Pompeii – Bastille - A Sky Full of Stars – Coldplay - Centuries – Fall Out Boy - Ain’t It Fun – Paramore                                                                                  |
| Top Rock Album | Top Soundtrack |
| - Ghost Stories – Coldplay - Rock or Bust – AC/DC - Turn Blue – The Black Keys - Hozier – Hozier - Pure Heroine – Lorde                                                                                         | - Frozen - The Fault in Our Stars - Fifty Shades of Grey - Guardians of the Galaxy: Awesome Mix: Vol. 1 - Into the Woods                                                                                                 |
| Billboard Chart Achievement (Fanvoting) | |
| - Taylor Swift - Iggy Azalea - Meghan Trainor | |

## Künstler mit mehreren Awards und Nominierungen
| Nominierungen | Künstler             |
| ------------- | -------------------- |
| 14            | Taylor Swift         |
| 13            | Sam Smith            |
| 12            | Iggy Azalea          |
| 9             | Meghan Trainor       |
| 7             | John Legend          |
| 6             | Ariana Grande        |
| 6             | Pharrell Williams    |
| 5             | Hozier               |
| 5             | Ed Sheeran           |
| 5             | Romeo Santos         |
| 4             | Luke Bryan           |
| 4             | Drake                |
| 4             | Florida Georgia Line |
| 4             | One Direction        |
| 4             | Katy Perry           |
| 3             | Jason Aldean         |
| 3             | Chris Brown          |
| 3             | Coldplay             |
| 3             | Disclosure           |
| 3             | Calvin Harris        |
| 3             | Enrique Iglesias     |
| 3             | Maroon 5             |
| 3             | MercyMe              |
| 3             | Nicki Minaj          |
| 3             | Charli XCX           |
| 2             | 5 Seconds of Summer  |
| 2             | Avicii               |
| 2             | J Balvin             |
| 2             | Bastille             |
| 2             | Beyoncé              |
| 2             | Casting Crowns       |
| 2             | Clean Bandit         |
| 2             | Fall Out Boy         |
| 2             | Juan Gabriel         |
| 2             | Hillsong United      |
| 2             | J. Cole              |
| 2             | Lorde                |
| 2             | MAGIC!               |
| 2             | Newsboys             |
| 2             | Pentatonix           |
| 2             | Bobby Shmurda        |
| 2             | Lindsey Stirling     |
| 2             | Justin Timberlake    |

| Awards | Künstler          |
| ------ | ----------------- |
| 8      | Taylor Swift      |
| 3      | Iggy Azalea       |
| 3      | Sam Smith         |
| 3      | Pharrell Williams |
| 2      | Jason Aldean      |
| 2      | Hozier            |
| 2      | Enrique Iglesias  |
| 2      | John Legend       |
| 2      | One Direction     |
| 2      | Meghan Trainor    |